# MATCH
MATCH（マッチ）は、大塚食品が発売している炭酸飲料。製造元は神奈川柑橘果工株式会社（神奈川県足柄上郡山北町）。

## 概要
ビタミン炭酸を売りとしており、ビタミン等が含まれている。炭酸飲料ではあるが炭酸は強くなく、微炭酸飲料とされている。
発売から長年グレープフルーツ味1種類の販売であったが、その後ピンクグレープフルーツ味の「MATCH PINK」が発売され、2016年3月14日からストロベリー、ラズベリー、クランベリー、ブルーベリー、カシスの5つのベリーをフレーバーした「Berry MATCH」が発売された。全種類500mlのペットボトルで製造が行われているが、グレープフルーツ味のみ270ml、1.5Lのペットボトル、350ml、480mlの缶も製造されている。2019年4月1日、ゼリー炭酸飲料の「マッチゼリー」を販売開始。ゼリー炭酸飲料としては初めてペットボトルが採用された。
本飲料をモチーフとしたキャンペーンも行われており、Instagramではハッシュタグ (#)を使用したMATCH学園というMATCHファンとのコラボレーション企画を行っている。

## CM
テレビコマーシャルも多数制作されており、過去には竹内結子、近藤真彦、ビビアン・スー、広瀬すず、広瀬アリス、天龍源一郎らが出演。ビビアン・スー出演時のキャッチコピー「ビタミンスー」は広く普及したが、後に販売促進強化のため商品名を含む「ビタミンスーマッチ」に変更された。
コマーシャルソングには過去に岡本真夜、canna、CHARCOAL FILTER、ORANGE RANGEなどが起用されている。
2019年から放送されたCMにはKing & Princeの平野紫耀とロッチの中岡創一が出演。CMソングは、平野が当時所属していたKing & Princeの『Sha-la-laハジけるLove』。
2021年からはお笑いコンビ・ティモンディが起用された。
2023年からは日向坂46の影山優佳が起用されている。

## 製品ラインナップ
- MATCH
- MATCH ビタミンみかん
- PINK MATCH
- Berry MATCH
- MATCH SET POSITION
- マッチゼリー パインミックス

### 競合商品
- 爽快ビタミン（ジェイティ飲料） - 2015年の同社解散に伴い終販
- ビタミン全開（チェリオコーポレーション） - パッケージデザインは爽快ビタミンに酷似